# Tempelhof-Schöneberg

Subdivisões de Tempelhof-Schöneberg

Tempelhof-Schöneberg é o sétimo distrito de Berlim, formado em 2001 pela fusão dos antigos bairros de Tempelhof e Schöneberg. Situado no sul da cidade ele compartilha fronteiras com os bairros de Mitte e Friedrichshain-Kreuzberg no norte, Charlottenburg-Wilmersdorf e Steglitz-Zehlendorf no oeste, bem como Neukölln no leste.
Em 2010, o bairro tinha uma população de 335.060, dos quais cerca de 105.000 (31%) eram de origem não-alemã. As maiores minorias étnicas eram turcos, que constituíam 7% da população; poloneses (4%); iugoslavos (3%); árabes (2,5%); afro-alemães (1,5%) e russos (1,3%).